# Коллин Мур
Коллин Мур (англ. Colleen Moore, урождённая Кэтлин Моррисон (англ. Kathleen Morrison); 19 августа 1899 — 25 января 1988) — американская актриса немого кино.

## Биография
Коллин Мур родилась в Порт-Гурон в семье инженера Чарльз и Агнес Келли Моррисон, старшая сестра актёра Клива Мура. Образование получила в Церковно-приходской школе. В 1905 году семья переехала в Хилсдейл, где находились в течение двух лет. В 1908 году переехали в Атланту, затем больше года они жили в Уоррене и наконец к 1911 году обосновались в Тампе. Долгое время жила не с родителями, а с бабушкой, а позднее с тетей Элизабет в Чикаго.
В возрасте пятнадцати лет сделала первый шаг в Голливуд. Муж тети Валтер Хоувен был редактором газеты «Chicago Tribune», который помог устроить кинопробы с режиссёром Дэвидом Гриффитом. Она всегда мечтала стать второй Лиллиан Гиш, но вместо этого она стала играть в вестернах с такой звездой, как Том Микс.